# George Bricker
George Bricker est un scénariste et producteur américain né le 18 juillet 1898 à St. Mary's, Ohio (États-Unis), décédé le 22 janvier 1955 à Los Angeles (États-Unis).

## Filmographie partielle

### Comme scénariste
- 1935 : The Payoff (en)
- 1935 : Broadway Hostess
- 1935 : La Veuve de Monte-Carlo (The Widow from Monte Carlo) d'Arthur Greville Collins
- 1936 : Freshman Love (en)
- 1936 : The Law in Her Hands
- 1936 : The Big Noise
- 1936 : King of Hockey
- 1937 : Melody for Two
- 1937 : The Littlest Diplomat
- 1937 : Meurtre à la radio (Love Is on the Air) de Nick Grinde
- 1937 : Sh! The Octopus
- 1938 : The Kid Comes Back
- 1938 : Accidents Will Happen
- 1938 : Torchy Blane in Panama
- 1938 : Little Miss Thoroughbred
- 1938 : Mr. Chump
- 1939 : Hommes sans loi (King of the Underworld)
- 1939 : Torchy Blane in Chinatown
- 1939 : Missing Daughters (en)
- 1939 : Buried Alive
- 1940 : I Take This Oath
- 1940 : A Fugitive from Justice
- 1940 : Hold That Woman!
- 1940 : Marked Men de Sam Newfield
- 1940 : La Chauve-souris du diable ( The Devil Bat), de Jean Yarbrough
- 1941 : Murder by Invitation
- 1941 : The Blonde from Singapore
- 1942 : North to the Klondike
- 1942 : Law of the Jungle
- 1942 : Frisco Lil
- 1942 : So's Your Aunt Emma
- 1942 : She's in the Army
- 1942 : Little Tokyo, U.S.A. (en)
- 1943 : Maîtres de ballet (The Dancing Masters)
- 1944 : The Mark of the Whistler
- 1945 : Pillow of Death de Wallace Fox
- 1946 : House of Horrors
- 1946 : Blonde Alibi
- 1946 : Meet Me on Broadway de Leigh Jason
- 1946 : Johnny Comes Flying Home (en)
- 1946 : La Femme loup (She-Wolf of London) de Jean Yarbrough
- 1946 : Inside Job
- 1946 : If I'm Lucky (en)
- 1946 : The Brute Man
- 1946 : Gas House Kids
- 1947 : The Big Fix
- 1947 : L'Assassin ne pardonne pas (The Corpse Came C.O.D.)
- 1947 : Heartaches
- 1949 : Alimony
- 1949 : Mary Ryan, Detective
- 1949 : Bodyhold
- 1950 : Beauty on Parade
- 1950 : The Tougher They Come
- 1951 : Al Jennings of Oklahoma (it)
- 1951 : Roadblock
- 1951 : The Whip Hand (en) de William Cameron Menzies
- 1952 : Le Paradis des mauvais garçons (Macao)
- 1952 : Arctic Flight
- 1953 : Tangier Incident
- 1953 : J'ai vécu deux fois (Man in the Dark)
- 1953 : Mexican Manhunt
- 1954 : Cry Vengeance

### Comme producteur
- 1946 : Blonde Alibi